# Blatno (Chomutov)
Blatno, Duits: Platten, is een gemeente in het noordenwesten van Tsjechië. Het ligt tussen de grens met Duitsland en de stad Chomutov. Blatno telde 254 inwoners op 1 januari 2024. Blatno was tot 1945 een plaats met een overwegend Duitstalige bevolking, maar die is in 1945 en 1946 na de Tweede Wereldoorlog verdreven. Tsjechoslowakije werd communistisch.

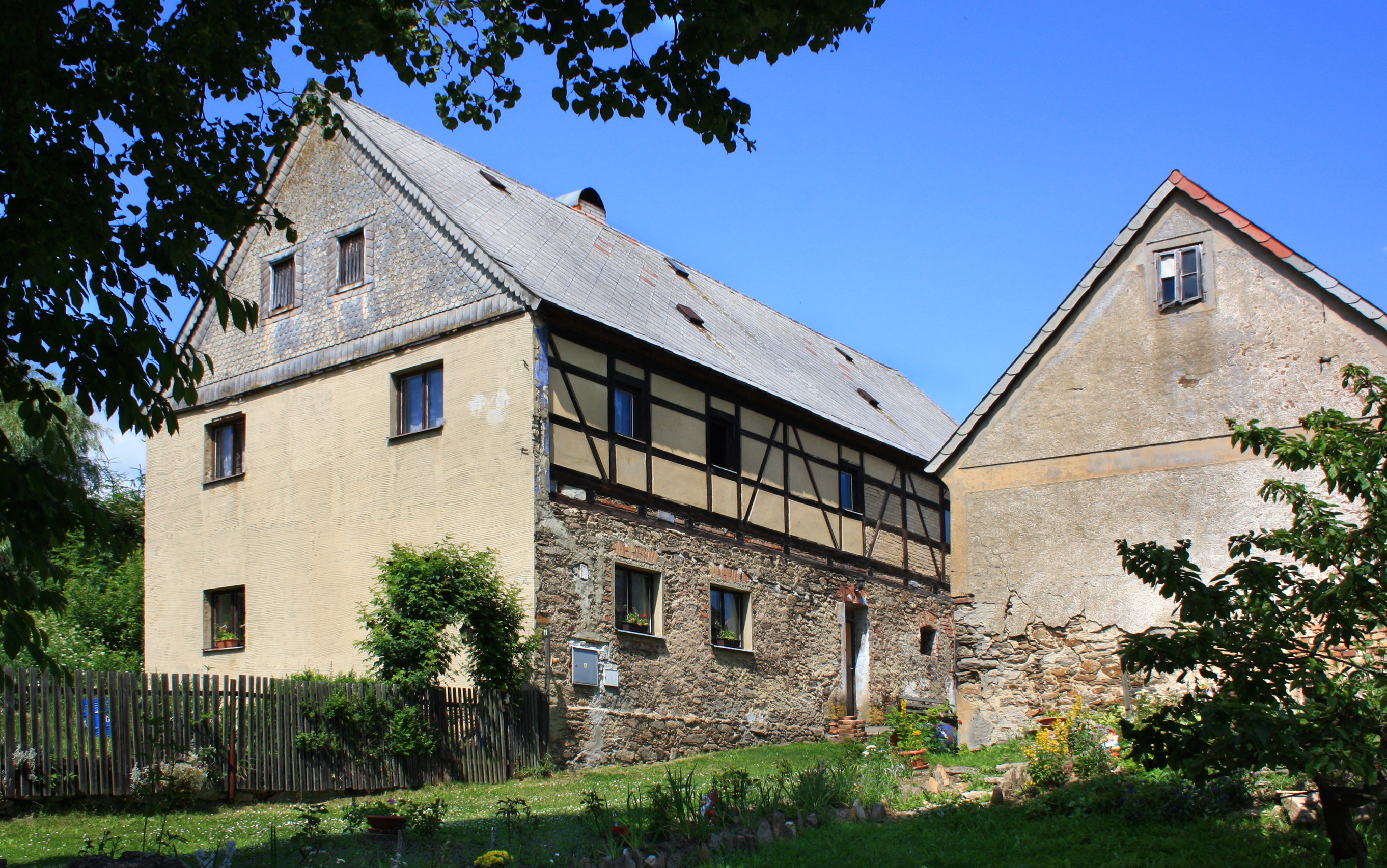

Bílence · 
Blatno · 
Boleboř · 
Březno · 
Černovice · 
Domašín · 
Droužkovice · 
Hora Svatého Šebestiána · 
Hrušovany · 
Chbany · 
Chomutov · 
Jirkov · 
Kadaň · 
Kalek · 
Klášterec nad Ohří · 
Kovářská · 
Kryštofovy Hamry · 
Křimov · 
Libědice · 
Loučná pod Klínovcem · 
Málkov · 
Mašťov · 
Měděnec · 
Místo · 
Nezabylice · 
Okounov · 
Otvice · 
Perštejn · 
Pesvice · 
Pětipsy · 
Račetice · 
Radonice · 
Rokle · 
Spořice · 
Strupčice · 
Údlice · 
Vejprty · 
Veliká Ves · 
Vilémov · 
Vrskmaň · 
Všehrdy · 
Všestudy · 
Výsluní · 
Vysoká Pec